# Montreuil-au-Houlme

Montreuil-au-Houlme este o comună în departamentul Orne, Franța. În 2009 avea o populație de 122 de locuitori.